# رحلة معاليف 240
حادثة رحلة ماليف الرحلة 240 هي حادثة تعرضت لها طائرة من طراز توبوليف تو-154 تابعة للخطوط الجوية المجرية ماليف ( أو معاليف )حيث تحطمت بالقرب من الخط الساحلي اللبناني في 30 سبتمبر 1975 خلال رحلتها المجدولة الاعتيادية بين بودابست وبيروت . توفى جميع الركاب ال 50 و 10 من طاقم الطائرة. ولم يصدر أي بيان رسمي عن الحادث، ولم يتم الكشف عن قضيته علنا.
في السنوات الأخيرة، استمرت الشائعات بأن الطائرة قد أسقطت، إما لأنها حملت أسلحة لبعض المجموعات العربية، أو لأنه كان من المفترض أن تحمل أعضاء وفد منظمة التحرير الفلسطينية (ولكن في النهاية لم يحصل ذلك).
وفي 27 سبتمبر 2007، كتب غيورغي زيلفاسي، وزير المخابرات المدنية آنذاك، في رسالة  إلى روبرت ريباسي (فيديز)، عضو البرلمان الهنغاري، أن مكتب الأمن الوطني الهنغاري أصدر تقريرا عن الحادث في عام 2003. ويمكن تلخيص التقرير على النحو التالي: لا توجد وثائق أصلية (سرية) متاحة بشأن القضية. ولا يزال التقرير سريا للغاية لأسباب غير متصلة بالتحطم.
وفي 6 يناير 2009، عرضت على اللجنة الأوروبية المسائل المتعلقة بهذا الحادث 